# Сагаусты
Сагаусты — посёлок в Сосновском районе на севере Челябинской области, входит в состав Солнечного сельского поселения. 

## География
Ближайший населенный пункт Солнечный, граничит с садовым товариществом СНТ «Теплостроевец», недалеко  протекает река Миасс.

## Население
| 2002 | 2010 |
| ---- | ---- |
| 89   | ↗107 |

## Улицы
- Дружбы,
- Лесная,
- Нижняя,
- Центральная,
- Молодёжная,
- Раздольная,
- Пионерская.